# 미룡초등학교
미룡초등학교는 대한민국 전북특별자치도 군산시 미룡동에 있는 공립 초등학교이다.

## 학교 연혁
- 1939년 6월 1일 미룡공립심상소학교 개교
- 1941년 4월 1일 미룡공립국민학교 (교명 변경)
- 1973년 7월 1일 행정 구역 개편으로 군산시에 편입
- 1992년 8월 31일 신축교사 14개 교실 준공
- 1996년 3월 1일 미룡초등학교 (교명 변경)
- 2017년 2월 10일 제73회 졸업(4,149명)
- 2018년 3월 1일 초등 8학급, 병설유치원 1학급
- 2018년 9월 1일 제24대 이경아 교장 부임

## 참고 자료
- 미룡초등학교 - 한국교육학술정보원 학교알리미